# خورشیدگرفتگی ۱۲ فوریه ۱۸۱۲
خورشیدگرفتگی ۱۲ فوریه ۱۸۱۲ (به انگلیسی: Solar eclipse of 12 February 1812) یک خورشیدگرفتگی از نوع خورشیدگرفتگی جزئی بود. این خورشیدگرفتگی در تاریخ  ۱۲ فوریه ۱۸۱۲ روی داد که زمان اوج آن، ساعت ۲۰:۲۸:۴۰ به‌وقت ساعت هماهنگ جهانی بوده‌است.